# Igor Vasiljevič Kurčatov
Igor Vasiljevič Kurčatov (rusko И́горь Васи́льевич Курча́тов), ruski fizik, * 12. januar 1903, Simski Zavod, Ufimska gubernija, Ruski imperij (danes Sim, Čeljabinska oblast, Rusija), † 7. februar 1960, Moskva, Sovjetska zveza (danes Rusija).
Kurčatov velja za »očeta« sovjetske atomske bombe. Leta 1943 je ustanovil in bil do leta 1960 prvi predstojnik Inštituta za atomsko energijo. Leta 1943 je postal član Sovjetske akademije znanosti. Njegov brat Boris Kurčatov (1905–1972) je bil priznan kemik.

## Življenje in delo
Njegov oče je bil geodet. Družina se je z Urala preselila na Krim. Končal je Gimnazijo št. 1 v Simferopolju. Na Fizikalno-matematični fakulteti Tavričeske nacionalne univerze v Simferopolju je študiral fiziko in diplomiral leta 1923. Potem je študiral ladjedelništvo na Politehniškem inštitutu v Sankt Peterburgu. Leta 1925 je začel delati na Fizikalno-tehniškem inštitutu v Leningradu pod vodstvom Joffeja. Leta 1930 je Kurčatov postal vodja Oddelka za fiziko Leningrajskega fizikalno-tehniškega inštituta.

## Priznanja

### Poimenovanja
Po njem se imenuje krater Kurčatov na Luni in asteroid 2352 Kurčatov (2352 Kurchatov) .
Sovjetska akademija znanosti je med letoma 1962 in 1989 v njegov spomin in življenjske dosežke podeljevala Medaljo Kurčatova. Od leta 1998 enako nagrado podeljuje tudi Ruska akademija znanosti. Poimenovanje Kurčatovij za 104. element v periodnem sistemu se ni trajno uveljavilo.